# Gle Batedong
Gle Batedong är en kulle i Indonesien.   Den ligger i provinsen Aceh, i den västra delen av landet, 1 700 km nordväst om huvudstaden Jakarta. Toppen på Gle Batedong är 174 meter över havet.
Terrängen runt Gle Batedong är varierad.Runt Gle Batedong är det glesbefolkat, med 18 invånare per kvadratkilometer. I omgivningarna runt Gle Batedong växer i huvudsak städsegrön lövskog.